# Miklós Lukács de Perény
Vajk Miklós Lukács de Perény Martens (Lima, 8 de abril de 1975) es un profesor universitario, columnista, académico e intelectual peruano de ascendencia húngara, que se enfoca en el estudio de la política, tecnociencia y la economía global. 

## Biografía
Miklós Lukács de Perény es hijo de un inmigrante húngaro que llegó al Perú en 1951, proveniente de la familia de los barones Perényi-Lukács.
Estudió medicina veterinaria en la Universidad Mayor de Chile, y continuó su formación académica con una maestría en ciencia política en la Pontificia Universidad Católica del Perú, así como otra en estudios sobre el desarrollo en la Universidad Victoria en Wellington. Además, es PhD en Management por la Alliance Manchester Business School (AMBS) y MSc en Gestión de la Innovación por la Universidad de Mánchester (Reino Unido).
Lukács de Perény ha trabajado como docente e investigador en la Universidad de San Martín de Porres y ha sido consultor para diversas organizaciones, como la Food and Agriculture Organization, PROFONANPE, RedLAC y el Banco Interamericano de Desarrollo (BID). En 2009, fue seleccionado para la Beca Chevening, lo que le permitió trasladarse a Inglaterra para realizar un doctorado en gestión de la innovación en la Universidad de Mánchester. Tras completar sus estudios, regresó al Perú en 2015, donde retomó su carrera docente en la Universidad de San Martín de Porres y en la Universidad ESAN. No obstante, en 2017, decidió establecerse nuevamente en las Islas Británicas junto a su esposa.
Es miembro activo de Globelics y de la European Academy of Management, y ha publicado numerosos artículos en revistas académicas. Aunque reconocido en círculos académicos, su mayor visibilidad se debe a su participación en plataformas como El Montonero, La Fuerza y Prensa Republicana.

## Ideología
Lukacs es conocido por su postura crítica hacia el globalismo y su rechazo al Nuevo Orden Mundial. Cuestiona la "narrativa progresista" y critica a figuras como George Soros, Mark Zuckerberg y Bill Gates, así como a las grandes corporaciones que dominan sectores clave como la tecnología, la innovación farmacéutica y las finanzas.
Sugiere que existe una agenda global que podría estar orientada a integrar sistemas biológicos, tecnológicos y digitales, lo que podría transformar la experiencia humana y aumentar el consumo, acompañado de una mayor vigilancia. Además, expresa la opinión de que el futuro político podría estar caracterizado por una tecnocracia que, bajo una apariencia de democracia inclusiva, promovería la conformidad con ciertas normas sociales.
También critica el relativismo moral y cultural, argumentando que estos fomentan la aceptación de cambios en conceptos tradicionales como la vida, el matrimonio y la familia, convirtiéndolos en mercancías. En este contexto, movimientos como el feminismo y el multiculturalismo son vistos por Lukacs como herramientas para debilitar la identidad individual y someterla a los dictados del mercado global.
Lukacs ha interpretado la pandemia de COVID-19 como un intento de reconfiguración global impulsado por un "meta capitalismo depredador" con el objetivo de desnaturalizar la condición humana.